# Europees kampioenschap schaatsen 1907
Het Europese kampioenschap allround in 1907 werd van 2 tot 3 februari 1907 verreden in het Eisstadion in Davos.
De titelverdediger was de Rudolf Gundersen, die in 1906, eveneens in Davos, Europees kampioen werd. De Zweed Moje Öholm werd kampioen door drie afstanden te winnen.

## Klassement
| #    | Naam            | Land       | 500m     | 5000m      | 1500m      | 10.000m      |
| ---- | --------------- | ---------- | -------- | ---------- | ---------- | ------------ |
| Goud | Moje Öholm      | Zweden     | 44,8 (1) | 9.06,8 (1) | 2.31,8 (1) | 18.52,0 *(3) |
| (2)  | Oluf Steen      | Noorwegen  | 47,0 (2) | 9.18,6 (2) | 2.36,0 (3) | 18.47,4 (2)  |
| (3)  | Franz Schilling | Oostenrijk | 50,6 (3) | 9.18,8 (3) | 2.32,8 (2) | 18.44,0 (1)  |

* = met val
NC = niet gekwalificeerd
NF = niet gefinisht
NS = niet gestart
DQ = gediskwalificeerd